# Толленьо
Толленьйо (итал. Tollegno) — коммуна в Италии, располагается в регионе Пьемонт, в провинции Бьелла.
Население составляет 2679 человек (2008 г.), плотность населения составляет 893 чел./км². Занимает площадь 3 км². Почтовый индекс — 13818. Телефонный код — 015.
Покровителем коммуны почитается святой Герман Осерский, празднование 31 июля.
Мэром коммуны является Пьер Джузеппе Аккуадро. 

## Демография
Динамика населения:

## Администрация коммуны
- Официальный сайт: https://web.archive.org/web/20060506141455/http://www.comunetollegno.it/modules/news/